# Malaxis unifolia
Malaxis unifolia är en orkidéart som beskrevs av André Michaux. Malaxis unifolia ingår i släktet knottblomstersläktet, och familjen orkidéer. Inga underarter finns listade i Catalogue of Life.